# Samuel Szadurski
Samuel Szadurski herbu Ciołek – stolnik inflancki w latach 1678-1700.
Poseł na sejm 1688/1689 roku z województwa inflanckiego.
Był elektorem Augusta II Mocnego z województwa wileńskiego w 1697 roku.